# Hyacinthe-Louis de Quélen

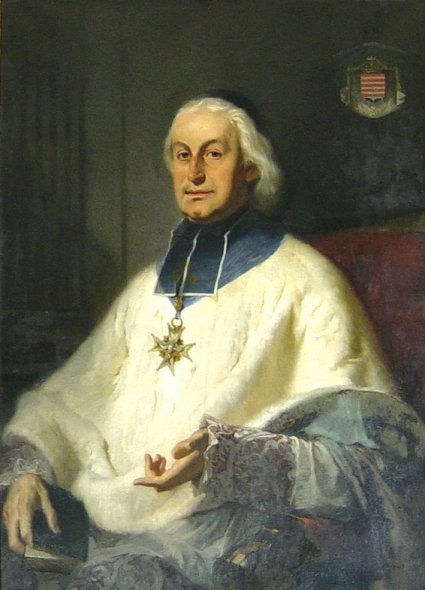
Erzbischof Hyacinthe-Louis de Quélen

Hyacinthe-Louis de Quélen (* 8. Oktober 1778 in Paris; † 31. Dezember 1839 ebenda) war ein französischer römisch-katholischer Geistlicher und von 1821 bis zu seinem Tod Erzbischof von Paris. Seine Amtszeit fiel in die Jahre zwischen dem Ende des napoleonischen Kaiserreichs 1815 und der laizistischen Julirevolution von 1830 und war geprägt von den politischen und kirchlichen Konflikten der Epoche. Er selbst war ein entschiedener Vertreter der Restauration.

## Leben

Erzbischofswappen

Hyacinthe-Louis de Quélen empfing am 14. März 1807 die Priesterweihe. Am 1. Oktober 1817 wurde er von Papst Pius VII. zum Weihbischof in Paris und Titularbischof von Samosata ernannt. Die Bischofsweihe spendete ihm der Erzbischof von Besançon, Gabriel Cortois de Pressigny (1745–1823), am 28. Oktober desselben Jahres. Mitkonsekratoren waren der Erzbischof von Reims, Jean-Charles de Coucy  (1746–1824), und der Bischof von Chartres, Jean-Baptiste de Latil.
Am 7. Oktober 1819 wurde er zum Koadjutor von Erzbischof Alexandre Angélique de Talleyrand-Périgord ernannt. Der Papst bestätigte die Ernennung am 17. Dezember desselben Jahres und ernannte ihn zum Titularerzbischof von Traianopolis. Mit dem Tod seines Vorgängers am 20. Oktober 1821 wurde er der 125. Erzbischof von Paris.
Politisch unterstützte er die Bourbonenkönige Ludwig XVIII. und Karl X. Die konstitutionellen Bischöfe aus der Revolutionszeit lehnte er ab und zeigte sich in Worten und Habitus als Vertreter des Ancien Régime.
Der Julimonarchie Louis Philippes I. stand Quélen als Legitimist distanziert gegenüber und zog sich nach 1830 aus dem politischen Leben zurück.
Am 14. Februar 1831 fand in der Pariser Kirche St-Germain-l’Auxerrois eine Gedächtnismesse für den elf Jahre zuvor ermordeten Herzog von Berry, eine Symbolfigur der Restauration, statt. Daraufhin kam es zu einem gewalttätigen Massenprotest, in dessen Verlauf der Bischofspalast an der Südseite der Kathedrale Notre-Dame, der bereits bei der Julirevolution Schäden erlitten hatte, völlig zerstört wurde. Quélen fand Aufnahme im Konvent der Dames du Sacré-Coeur in der Rue de Varenne, wo er bis zu seinem Tod wohnte.

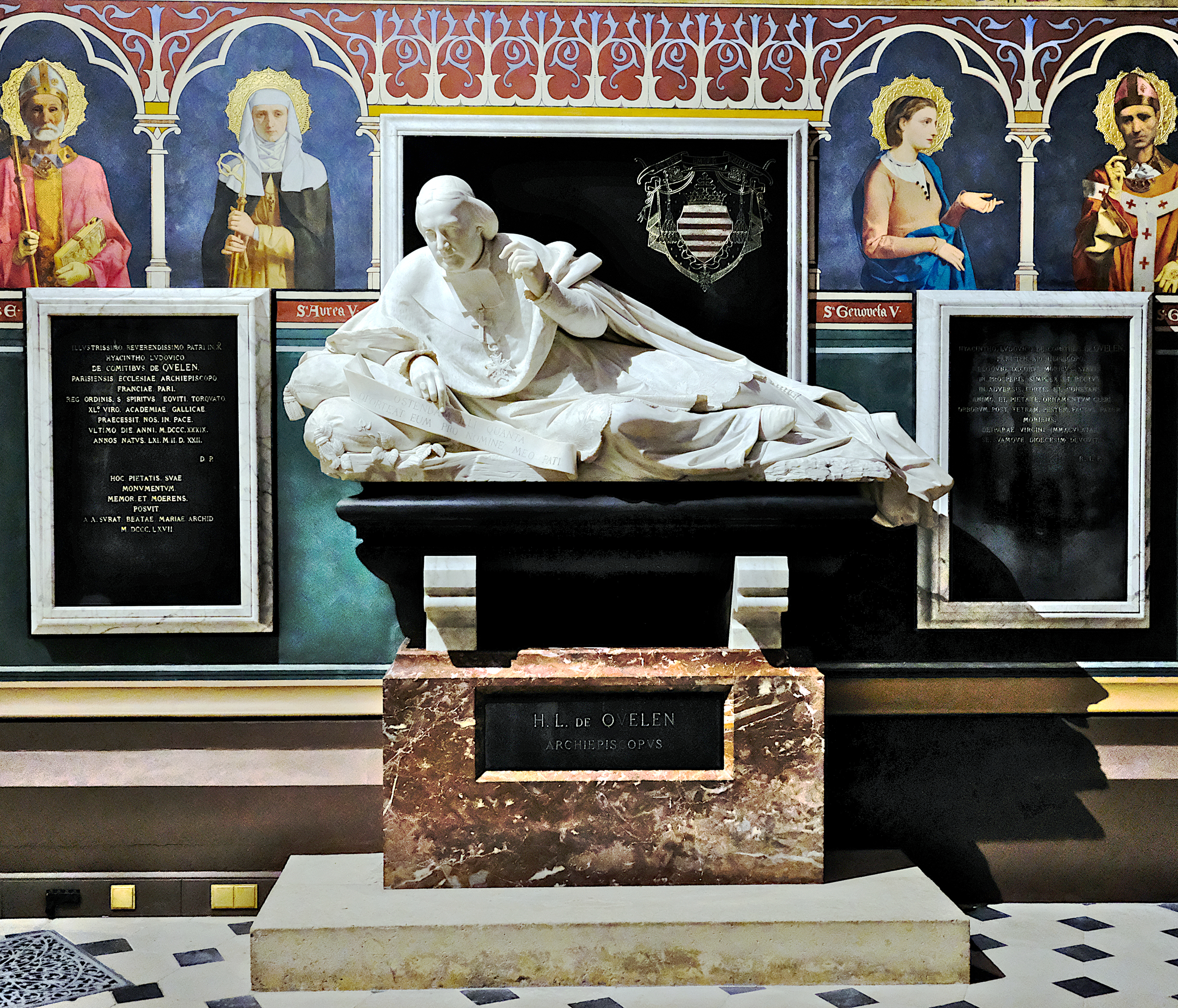
Adolphe-Victor Geoffroy-Dechaume: Grabmonument des Erzbischofs Hyacinthe-Louis de Quélen, Notre-Dame de Paris, Kapelle Saint-Marcel. Text auf dem Schriftband: „Ostendam illi quanta oporteat eum pro nomine meo pati“ (Apg 9,16 EU).

Quélen war seit 1824 Mitglied der Académie française. Als Seelsorger bewährte er sich besonders während der Pariser Choleraepidemie von 1832. Im selben Jahr approbierte er die Wundertätige Medaille nach der Vision von Catherine Labouré. 1835 initiierte er auf Anregung Frédéric Ozanams die einflussreichen Fastenpredigten von Henri Lacordaire in Notre-Dame.
Hyacinthe-Louis de Quélen ist in der Kapelle Saint-Marcel von Notre-Dame beigesetzt.